# 混濁筆螺
混濁筆螺（学名：Scabricola fusca）为筆螺科粗筆螺屬下的一个种。

## 扩展阅读
- 維基物種上的相關：混濁筆螺